# Municipio de Torch Lake (condado de Houghton)
El municipio de Torch Lake (en inglés: Torch Lake Township) es un municipio ubicado en el condado de Houghton en el estado estadounidense de Míchigan. En el año 2010 tenía una población de 1880 habitantes y una densidad poblacional de 7,81 personas por km².

## Geografía
El municipio de Torch Lake se encuentra ubicado en las coordenadas 47°6′4″N 88°22′55″O / 47.10111, -88.38194. Según la Oficina del Censo de los Estados Unidos, el municipio tiene una superficie total de 240.67 km², de la cual 206,86 km² corresponden a tierra firme y (14,05 %) 33,81 km² es agua.

## Demografía
Según el censo de 2010, había 1880 personas residiendo en el municipio de Torch Lake. La densidad de población era de 7,81 hab./km². De los 1880 habitantes, el municipio de Torch Lake estaba compuesto por el 98,46 % blancos, el 0,05 % eran afroamericanos, el 0,37 % eran amerindios, el 0,53 % eran asiáticos, el 0,05 % eran de otras razas y el 0,53 % eran de una mezcla de razas. Del total de la población el 0,53 % eran hispanos o latinos de cualquier raza.